# The Widower
The Widower é uma minissérie britânica de 2014 escrita por Jim Barton e Jeff Pope e dirigida por Paul Whittington. A história retrata a vida e os crimes do assassino condenado Malcolm Webster.

## Sinopse
Em 1993, o enfermeiro Malcolm Webster (Reece Shearsmith) se casa com Claire Morris (Sheridan Smith). Meses depois, quando a esposa começa a cobrar as razões que o levam a ter gastos acima de suas posses, Malcolm passa a ministrar em Claire sedativos que a deixam em estado comatoso. Preocupada com sua saúde, Claire começa a suspeitar de Malcolm, o que o leva a planejar sua morte em um acidente de carro.

## Elenco
- Reece Shearsmith — Malcolm Webster
- Sheridan Smith — Claire Webster
- Kate Fleetwood — Felicity Drumm
- Archie Panjabi — Simone Banerjee
- John Hannah — DI Charlie Henry
- James Laurenson — Brian Drumm
- Juliet Alderice — Margaret Drumm
- Fereday Holmes — Jane Drumm
- Alex Ferns — DCI Neil Thompson
- Joanna Roth — Trisha Heron
- Paul Blair — DC Mick Jarvis